# Lisa Santrau
Lisa Santrau (* 1987 in Solingen) ist eine deutsche Illustratorin und Autorin.

## Leben
Santrau ist 1987 in Solingen geboren. Nach ihrem 2008 abgelegten Abitur studierte sie ab 2009 Kommunikationsdesign an der Folkwang Universität der Künste in Essen. Das Studium schloss sie 2014 mit dem Bachelor of Arts ab.
Nachdem sie von April 2015 bis April 2016 in Tokio gelebt hatte, kehrte sie nach Deutschland zurück und lebt nun in der Nähe von Düsseldorf, wo sie als freie Illustratorin tätig ist.

## Werk
- Götterboten, Knaur, München 2010, ISBN 978-3-426-53002-3
- Helden als Manga zeichnen, Edition Michael Fischer, Igling 2020, ISBN 978-3-7459-0104-7
- Manga Watercolor, Edition Michael Fischer, Igling 2020, ISBN 978-3-96093-666-4
- (mit Nao Yazawa): Manga zeichnen – Starter-Set, Edition Michael Fischer, München 2023, ISBN 978-3-7459-1665-2

Des Weiteren veröffentlichte Santrau ihre Comic-Serien Mechanical Princess und Rabenfluch.